# 尼古拉斯·德尔·卡尼奥
‌
尼古拉斯·德尔·卡尼奥（西班牙語：Nicolás del Caño；1980年2月6日—）是阿根廷的一位左翼政治人物。他出生于门多萨省门多萨，曾就读于国立科尔多瓦大学和国立库约大学。他是社会主义工人党的领袖，曾代表工人左翼阵线—团结竞选阿根廷总统两次和阿根廷副总统一次。